# Distrito de Tuxtepec
El distrito de Tuxtepec es uno de los 30 distritos que conforman al estado mexicano de Oaxaca y uno de los dos en que se divide la región papaloapan. Se conforma de 929 localidades repartidas entre 14 municipios.

## Municipios
| Código INEGI | Municipio                        | Cabecera                         |
| ------------ | -------------------------------- | -------------------------------- |
| 002          | Acatlán de Pérez Figueroa        | Acatlán de Pérez Figueroa        |
| 009          | Ayotzintepec                     | Ayotzintepec                     |
| 021          | Cosolapa                         | Cosolapa                         |
| 044          | Loma Bonita                      | Loma Bonita                      |
| 134          | San Felipe Jalapa de Díaz        | San Felipe Jalapa de Díaz        |
| 136          | San Felipe Usila                 | San Felipe Usila                 |
| 166          | San José Chiltepec               | San José Chiltepec               |
| 169          | San José Independencia           | San José Independencia           |
| 184          | San Juan Bautista Tuxtepec       | San Juan Bautista Tuxtepec       |
| 232          | San Lucas Ojitlán                | San Lucas Ojitlán                |
| 278          | San Miguel Soyaltepec            | Temascal                         |
| 309          | San Pedro Ixcatlán               | San Pedro Ixcatlán               |
| 417          | Santa María Jacatepec            | Santa María Jacatepec            |
| 559          | San Juan Bautista Valle Nacional | San Juan Bautista Valle Nacional |

## Demografía
En el distrito habitan 416 824 personas, que representan el 10.96% de la población del estado. De ellos 139 468 dominan alguna lengua indígena.